# Fischertag

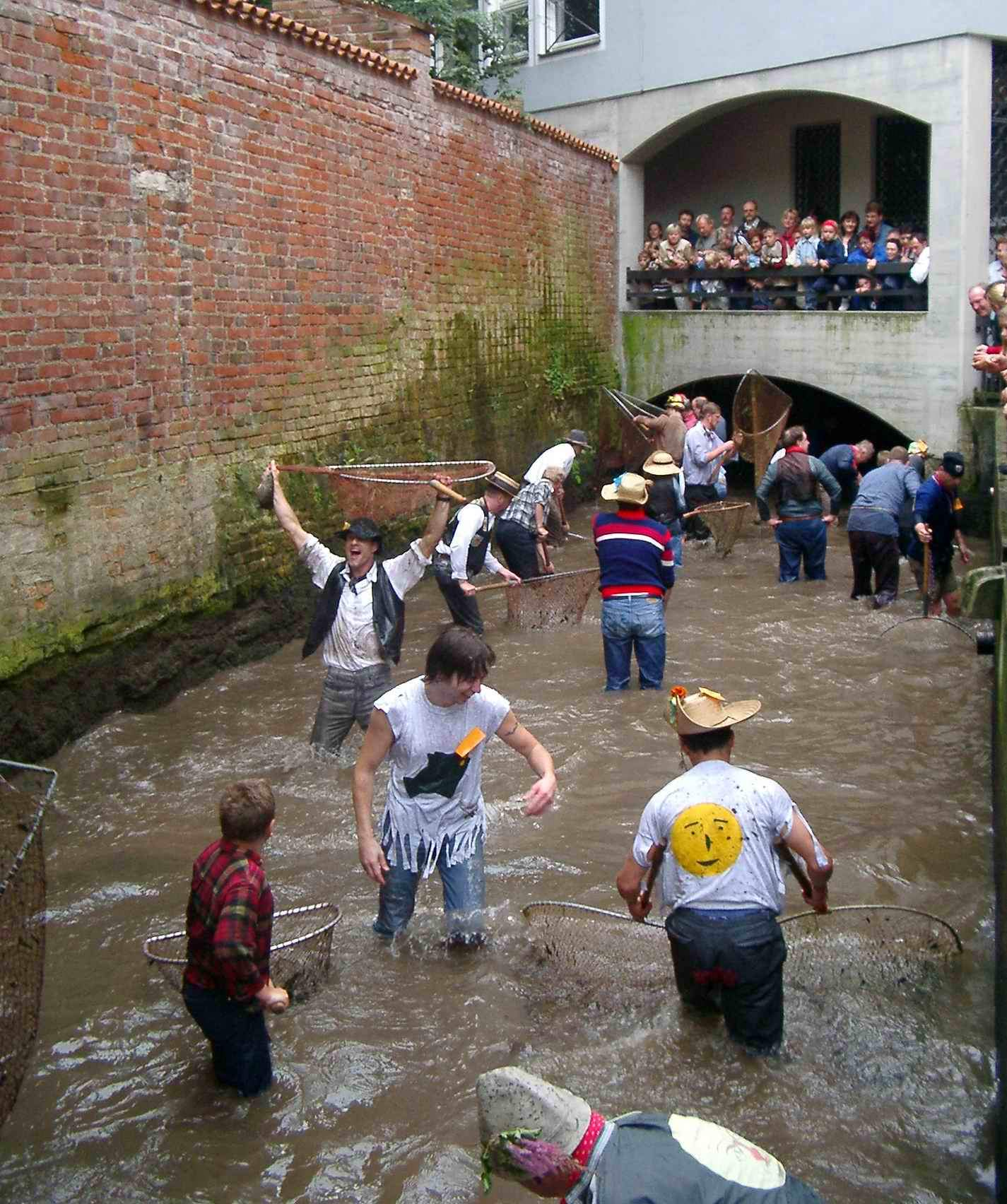
Fischer beim Ausfischen des Baches beim Einlaß

Der Fischertag ist ein traditionelles Fest der Stadt Memmingen. Dabei wird der Stadtbach ausgefischt, um abgelassen und gereinigt zu werden, und gleichzeitig unter knapp 1.200 Fischern ein Fischerkönig ermittelt. Jährlich kommen zu dem Fest 30.000 bis 40.000 Menschen als Mitwirkende oder Zuschauer. Im Jahr 2024 wurde es in das bayerische Landesverzeichnis des immateriellen Kulturerbes aufgenommen.

## Geschichte
Der Fischertag hat seinen Ursprung im Mittelalter. Seit 1465 fischen die Memminger jährlich den Stadtbach leer. Bis 1955 fand der Fischertag um Bartholomä (24. August) statt. Seit 1955 findet er zusammen mit dem Memminger Kinderfest in der letzten Woche vor den Sommerferien statt.
Früher diente die Memminger Ach als Be- und Entwässerungssystem für die Memminger Handwerker. Insbesondere die Gerber benötigten das Wasser für die Bearbeitung der Felle. Der Bach wurde gleichzeitig zur Entsorgung der Gerbereiabfälle, der Fäkalien und der Reste aus den Schlachthäusern genutzt. Einmal im Jahr wurde er abgelassen, um den Unrat aus dem Bachbett zu räumen und die Brücken zu sanieren. Zwischen den Zünften wechselnd, durften seit dem 16. Jahrhundert jedes Jahr die Gesellen den Bach leer fischen.
Um die Jahrhundertwende wurde das Fest neu organisiert. Hierzu gehörte die Gründung des Fischertagsvereins Memmingen e. V., dem die Stadt im Jahre 1919 die Durchführung des Fischertags insgesamt übertrug. Aufgrund der nach dem Ersten Weltkrieg stark zurückgegangenen Zahl der männlichen Vereinsmitglieder auf ca. 550 wurde beschlossen, dass nicht nur Heimatberechtigte, sondern auch die männliche Jugend das Recht zum Ausfischen hat. Zu dieser Zeit wurde auch festgelegt, dass zum Fischen nur „Bären“ verwendet werden dürfen, ein halbrundes, aus einer Astgabel oder neuerdings aus beständigerem Metall gefertigtes Fischernetz. Seit 1980 veranstaltet der Verein neben dem Fischertag alle vier Jahre als „Großen Fischertag“ eine Woche lang die Wallensteinfestspiele.

## Festablauf
Im Mittelpunkt des jährlichen Festes steht nach wie vor das Bachausfischen am Samstagmorgen. Aus der Tradition heraus ist aber schon lange ein ganzes Veranstaltungswochenende, vom Ausrufen des Fischertages am Freitagabend bis hin zur Heimatstunde am Sonntag, entstanden.

### Fischerversammlung
Bereits am Mittwoch eine Woche vor dem Fischertrag treffen sich alle Fischertägler zur Fischerversammlung im Dietrich-Bonhoeffer-Haus. Dort wird über Neuerungen oder Änderungen informiert und der genaue Ablauf des diesjährigen Fests bekannt gegeben.

### Fischertagstheater
In der Woche vor den Festtagen wird zudem seit etwa 1950 das Fischertagstheater von der Theatergruppe im Fischertagsverein aufgeführt (außer in den Wallensteinjahren). Dabei werden heimatliche oder klassische Stücke in schwäbischer Mundart gespielt. Des Öfteren nehmen sie dabei auch Bezug zu den Memminger Sagen.

### Fischertagsvorabend

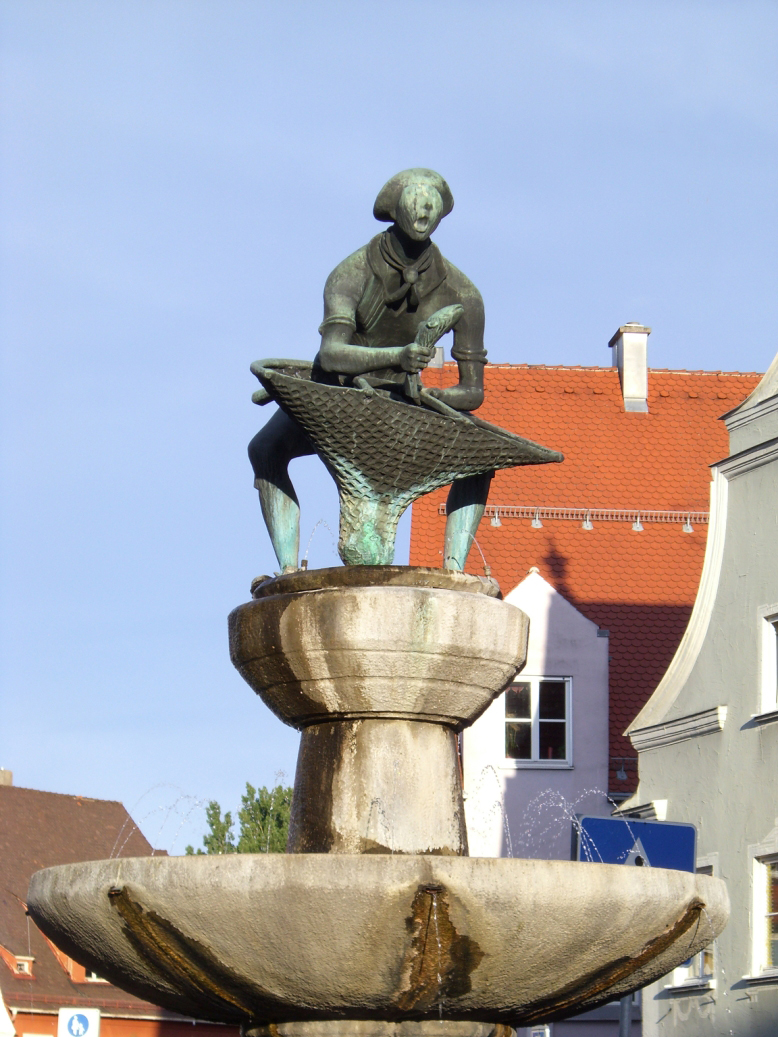
Der Fischerbrunnen auf dem Schrannenplatz

Am Vorabend des Fischertages (Freitag) ruft um 18:00 Uhr am Marktplatz der Stadtbüttel mit der Stadtgarde in traditionellen Kostümen den Fischertag aus. Anschließend führt ein Festzug durch die Altstadt bis zum Schrannenplatz, wo die Figur auf dem von Max Pöppel geschaffenen Fischerbrunnen bekleidet wird. Bis in den frühen Morgen wird in den Gassen und den Kneipen der Stadt gefeiert. Der Nachtwächter zieht währenddessen mit seinen Scharknechten auf dem historischen Nachtwächterweg durch die Altstadt und erzählt Geschichten über die Memminger Wahrzeichen. Zwischen drei und sechs Uhr wird das Treiben durch die Sperrstunde beendet.

### Fischerzug
Schon ab 6 Uhr morgens am Samstag treffen sich die Stadtbachfischer im Realschulhof vor dem Westertor. Jeder Fischer muss hier seine Fischerkarte stempeln lassen. Ohne diesen Stempel ist die Karte nicht gültig. Der Fischerzug zieht dann um kurz nach 7 Uhr von dort, begleitet von zahlreichen Kapellen, über die Zangmeisterstraße, Marktplatz, Kramerstraße (Fußgängerzone) zum Schrannenplatz, wo der Fischerspruch verlesen wird. Das traditionelle Fischertagslied, der Schmotzmarsch, lautet: „Schmotz, schmotz, Dreck auf Dreck, Schellakönig, wüaschte Sau!“. Dieser wird am Fischertag von allen Kapellen rauf und runter gespielt. Er wurde im Jahre 1903 vom damaligen Stadtkapellmeister Ostermayer komponiert.

### Fischerspruch
Hier spricht der Oberfischer um etwa 7:30 Uhr auf einem riesigen Holzfass vor dem Gasthaus Löwen den Fischerspruch und nimmt dabei Bezug auf das, was sich im vergangenen Jahr in der Stadt ereignet hat. Um etwa 7:50 Uhr wird der Fischerspruch durch ein dreifaches „Hö“ beendet und die Fischer eilen zu ihrem Platz am Stadtbach, wo die Kübelesträger bereits warten. Die Kübelesträgerin bzw. der Kübelesträger ist die wichtigste Person neben dem Fischer und dafür verantwortlich, dass der Kübel (Eimer) für die gefangenen Fische ausreichend mit frischem Stadtbachwasser gefüllt ist. Vor dem Ende des Fischerspruchs ist es den Fischern untersagt, einen Platz am Stadtbach einzunehmen.

### Bachausfischen
Das Bachausfischen ist der Höhepunkt des jährlichen Fischertags. Um acht Uhr „jucken“ (springen) die Fischer dann nach einem Böllerschuss mit ihren „Bären“ in den Stadtbach und beginnen mit dem Ausfischen. Das Ziel eines jeden Fischers ist es, mindestens eine der Bach- und Regenbogenforellen zu fangen. Großer Jubel herrscht bei Fischern und Zuschauern immer dann, wenn eine Forelle im Netz landet. Zur Wahrung der jahrhundertealten Tradition müssen die Fischer in Memmingen seit 5 Jahren mit erstem Wohnsitz in der Stadt gemeldet und Mitglieder des Fischertagsvereins sein. Weiterhin müssen die Teilnehmer im Besitz des staatlichen Fischereischeins sein bzw. den vereinsinternen Fischerkurs besucht haben und sich beim Fischen waidgerecht verhalten. Nur mit gestempelter Fischerkarte an sichtbarer Stelle am Körper darf gefischt werden. Auf ein waidgerechtes Verhalten beim Ausfischen achten zahlreiche Bachaufsichten zusammen mit den Amtsveterinären, sowohl im als auch außerhalb vom Stadtbach.
An den Waagen vor der Großzunft auf dem Marktplatz und an der Frauenkirche können große Forellen zum Wiegen abgegeben werden. Dort wird dann die schwerste Forelle („Königsforelle“) ermittelt.

### Krönungsfrühschoppen
Der Fischer der Königsforelle wird beim anschließenden Krönungsfrühschoppen um 10 Uhr in der Stadionhalle zum neuen Fischerkönig gekrönt. Sein Vorgänger wird dabei mit einem Laib Brot, einem Rettich, einem Riesenschübling und einer Maß Bier durch einen Arschtritt entthront. Anschließend wird der neue Fischerkönig von Stadtgarde und Fischergruppe begleitet vom Schmotzmarsch (s. u.) auf die Bühne getragen, wo er auf dem Birkenthron Platz nimmt. Des Weiteren spielt dort die Stadtkapelle auf und es gibt Auftritte und Einlagen zahlreicher Gruppen. Zudem werden jährlich sechs Fischer mit besonders schönem Gewand (Kleidung) schon in der Früh beim Stempeln der Fischerkarte ausgewählt und dann hier prämiert.

### Nachfischen
Um 13:30 Uhr beginnt die Fischergruppe (nicht zu verwechseln mit den Stadtbachfischern) das Nachfischen im Stadtbach von der Eichbrücke bis zum Schrannenplatz. Die übrigen Forellen werden hier bei schon deutlich niedrigerem Wasserstand auch noch gefangen, bevor in den Tagen nach dem Fischertag der Stadtbach komplett abgelassen wird.

### Zug des Fischerkönigs
Am Abend um 18 Uhr wird bei einem Festumzug der neue Fischerkönig den Zuschauern vorgestellt. Zahlreiche Gruppen des Fischertagsvereins begleiten den Zug als Gefolge des Fischerkönigs zusammen mit mehreren Kapellen. Der Umzug beginnt in der Regel in der Kempter Straße, geht dann über Schrannenplatz, Lindentorstraße, Waldhornstraße, Salzstraße, Kalchstraße und Marktplatz bis hin zur Auflösung in die Ulmer Straße hinein.

### Fischerabend
Zu Ehren des Fischerkönigs findet anschließend der Fischerabend auf dem Marktplatz (bei schlechtem Wetter in der Stadthalle) statt, an dem verschiedene Gruppen die Zuschauer mit Bewirtung, Musik, Einlagen und Tanz unterhalten.
Alle vier Jahre beginnen am Sonntag nach dem Fischertag die Wallensteinfestspiele in der Stadt. Sie gelten als die größten Historienfestspiele Europas.

## Kritik
Von Tierschützern wird das Fest kritisiert, weil sie es für eine auf Wettkampf ausgerichtete Fischaktion halten. Sie bezeichnen die Teilnehmer als Tierquäler und fordern ein Verbot der Veranstaltung. Grundsätzlich dient der Fischertag allerdings der Reinigung des Stadtbaches, der nach dem Ausfischen komplett abgelassen und gereinigt wird. Im letzten Jahrzehnt wurden durch den Verein viele Maßnahmen umgesetzt, um den Vorwurf des Tierleidens zu entkräften. Jeder Stadtbachfischer muss im Besitz des staatlichen Fischereischeins sein oder einen vereinsinternen Fischerkurs besucht haben. Es werden nur noch Kübel mit mindestens 14 Liter Inhalt verwendet und die Forellen werden zeitnah in separaten Versorgungszelten waidgerecht getötet. Das Bachausfischen wird jedes Jahr von Amtsveterinären und zahlreichen eingewiesenen Bachaufsichten beobachtet. Kleinere bis mittlere Verstöße werden in der Regel durch die Vorstandschaft mit Verwarnungen, Vereinsstrafen oder lebenslangem Vereinsausschluss geahndet. Das Fest wurde bereits durch Sitzblockaden auf der Strecke des Fischerzuges gestört. Auch auf juristischem Wege versuchten die Tierschutzvereine Animals United (ehemals Animal 2000) als auch PETA bislang erfolglos, den Fischertag abzuschaffen. Zahlreiche Strafanzeigen wurden durch die Staatsanwaltschaft eingestellt. Insgesamt befürwortet nach Befragungen in Memmingen und Umgebung die Mehrheit der Bevölkerung das Weiterbestehen des Festes.
Seit einigen Jahren wird den Veranstaltern zudem vermehrt Sexismus vorgeworfen. Während sowohl Frauen als auch Männer dem Verein beitreten können, sind jedoch laut Satzung nur männliche Vereinsmitglieder mit erstem Wohnsitz in der Stadt zum Bachausfischen berechtigt. Schriftliche Ausnahmen hiervon sieht die Satzung zwar vor, wurden aber bislang nicht erteilt. Jüngere befürworten die Aktualisierung des Brauchtums unter Beteiligung von Frauen und Mädchen als zeitgemäß. Bis heute kann nicht zweifelsfrei geklärt werden, ob Frauen in der Geschichte des Fischertags jemals beim Ausfischen des Bachs dabei waren. Stadtarchivar Christoph Engelhard hält es jedoch für wenig wahrscheinlich, dass Frauen beim Ausfischen des Bachs dabei waren. Manche Frauen entgegnen aber selbst, dass sie keineswegs von dem Fest ausgeschlossen sind, da sie unter anderem als „Kübelesträger“ eine wichtige Rolle innehaben und gar nicht in den kalten Stadtbach „jucken“ wollen. Ein weibliches Mitglied des Fischertagsverein hatte zweimal eine Satzungsänderung angestrebt (im Jahr 2018 und 2019), die mit großer Mehrheit abgewiesen wurde. Daraufhin reichte die Initiatorin Klage am Amtsgericht Memmingen wegen Diskriminierung ein. Um diesem Anliegen Nachdruck zu verleihen, nutzte eine Gruppe von Frauen den wegen der COVID-19-Pandemie abgesagten Fischertag, um verbotenerweise in den Memminger Stadtbach zu springen und für das Recht, am Fischertag teilzunehmen, zu demonstrieren. Im August 2020 wurde durch das Amtsgericht Memmingen in erster Instanz geurteilt, dass ein Ausschluss von Frauen nicht zulässig ist. Der Fischertagsverein legte Berufung ein, die vom Landgericht Memmingen am 28. Juli 2021 verworfen wurde. Der Verein beschloss daraufhin, das Urteil zu akzeptieren und keine weiteren Rechtsmittel einzulegen. 2022 nahm dann zum ersten Mal eine Frau am Bachausfischen teil.